# Liste der Naturdenkmale in Todtmoos
| Naturdenkmale | Anzahl |
| ------------- | ------ |
| FND           | 1      |
| END           | 6      |
| Gesamt        | 7      |

Die Liste der Naturdenkmale in Todtmoos nennt die verordneten Naturdenkmale (ND) der im baden-württembergischen Landkreis Waldshut liegenden Gemeinde Todtmoos. In Todtmoos gibt es insgesamt sieben als Naturdenkmal geschützte Objekte, davon ein flächenhaftes Naturdenkmal (FND) und sechs Einzelgebilde-Naturdenkmale (END).
Stand: 1. November 2016.

## Flächenhafte Naturdenkmale (FND)
| Name                                              | Bild | Kennung     | Einzelheiten | Position | Fläche Hektar | Datum        |
| ------------------------------------------------- | ---- | ----------- | ------------ | -------- | ------------- | ------------ |
| Kaskadenartiger Wasserfall im Verl. d. Rüttebachs |      | 83371080007 | Todtmoos     | ⊙        | 0,0           | 14. Mai 1986 |
| Legende für Naturdenkmal                          |      |             |              |          |               |              |

## Einzelgebilde (END)
| Name                                              | Bild | Kennung     | Einzelheiten | Position | Fläche Hektar | Datum        |
| ------------------------------------------------- | ---- | ----------- | ------------ | -------- | ------------- | ------------ |
| 1 Ahornbaum im Kurpark Todtmoos-Weg               |      | 83371080003 | Todtmoos     | ???      | 0,0           | 14. Mai 1986 |
| 1 alte Buche                                      |      | 83371080001 | Todtmoos     | ???      | 0,0           | 14. Mai 1986 |
| 1 alte Esche                                      | BW   | 83371080006 | Todtmoos     | ⊙        | 0,0           | 14. Mai 1986 |
| 1 Baumgruppe: Tanne, Kastanie, Tuja, Linde        |      | 83371080002 | Todtmoos     | ???      | 0,0           | 14. Mai 1986 |
| 1 Linde in Vordertodtmoos i.d. Nähe des Rütebachs | BW   | 83371080005 | Todtmoos     | ⊙        | 0,0           | 14. Mai 1986 |
| 1 Linde oberhalb des Kurparks in Todtmoos         |      | 83371080004 | Todtmoos     | ???      | 0,0           | 14. Mai 1986 |
| Legende für Naturdenkmal                          |      |             |              |          |               |              |